# 34069 Andrewsteele
34069 Andrewsteele è un asteroide della fascia principale. Scoperto nel 2000, presenta un'orbita caratterizzata da un semiasse maggiore pari a 3,162841 UA e da un'eccentricità di 0,065321, inclinata di 8,539000° rispetto all'eclittica.